# Gemeenschap Beeldende Kunstenaars

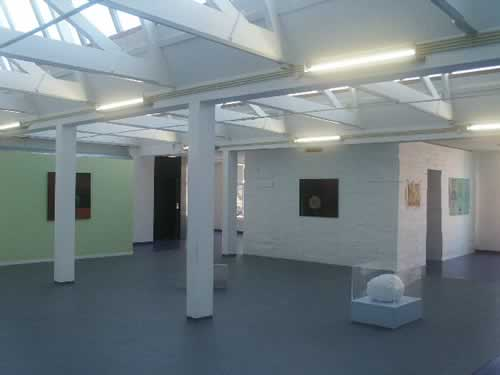
GBK Projectruimte De Gele Rijder

De Gemeenschap Beeldende Kunstenaars (GBK) was een van de grootste kunstenaarsverenigingen in Nederland gevestigd in Arnhem. Het was een Gelderse belangenvereniging die zich richtte op de versterking van de positie van haar leden onder andere door het organiseren van tentoonstellingen zoals de Gelderland Biënnale. De vereniging beschikte over expositieruimten voor beeldende kunst in Arnhem en in Nijmegen. 

## Geschiedenis
In 1946 namen twintig Nijmeegse kunstenaars, onder wie Charles Hammes en Albert Meertens, deel aan een tentoonstelling in het Frans Hals Museum. Zij namen het initiatief tot de oprichting van de Gemeenschap Beeldende Kunstenaars Nijmegen (GBKN). De vereniging werd in 1947 formeel ingeschreven. Omdat steeds meer leden van buiten Nijmegen kwamen, werd vanaf 1965 de N achterwege gelaten. In 2010 heeft zij meer dan driehonderd leden, allen professionele beeldend kunstenaars wonend en werkend in de provincie Gelderland. Lange tijd werd het Besiendershuys in Nijmegen gebruikt als expositieruimte. Vanaf 1979 was de tentoonstellingsruimte van de vereniging gevestigd op de Korenmarkt in Arnhem als kunstcentrum De Gele Rijder.
De vereniging werkte enige jaren samen met het Centrum Beeldende Kunst Gelderland (CBKG), toen dat met  tentoonstellingsruimtes, kantoren en een kunstuitleen gevestigd was in de Kortestraat te Arnhem. 
In 2017 werd de organisatie opgeheven.